# Харлу (платформа)
Ха́рлу (фин. и карел. Harlu) — остановочный пункт на 9,2 км перегона Янисъярви — Ляскеля линии Янисъярви — Лодейное Поле.

## Общие сведения
Остановочный пункт расположен в одноимённом посёлке Питкярантского района Республики Карелия. Станция открыта 16 августа 1921 года, а в 1922 году было построено пассажирское здание по проекту архитектора Ярла Унгерна. В настоящее время исторический вокзал закрыт и используется как четырёхквартирный жилой дом, а для пассажиров построена новая платформа на другой улице, возле одноарочного моста.

## История
Станция Харлу была открыта 16 августа 1921 года на ответвлении Янисъярви — Харлу, оно же Янисъярви — Леппякоски (фин. Jänisjärvi — Harlu / Jänisjärvi — Leppäkoski). Пассажирское сообщение было открыто позднее, в 1922 году, о чём сообщали газеты:

Трасса Маткаселькя — Лоймола находится в совершенно удовлетворительном состоянии, но здания вокзалов ещё нигде не готовы. Однако, вдоль пути есть укрытия, построенные из досок на местах планируемых зданий <…> Для сотрудников постов уже построено жильё <…>. Также будет ответвление от станции Янисъярви до завода Харлу, протяжённостью около 9 км. <…> Также в ближайшее время собираются организовать поезд, который будет ежедневно ходить от Маткаселькя до Харлу и обратно. Эти поезда будут товарно-пассажирскими. Кроме того, уже на следующей неделе будет организован грузовой поезд Маткаселькя — Харлу для перевозки древесины и бумаги.
От полустанка Янисъярви железная дорога ответвлялась к заводам Хямекоски и Леппякоски, и там находились одноимённые станции. На заводах в Хямекоски производилась фанера и чугун, имелось литейное производство, а завод в Харлу — Леппякоски — был целлюлозно-бумажным. Бумажный и древесно-массный заводы Леппякоски были основаны в 1890-х годах на берегу реки Янисйоки. Рядом возникли кирпичный завод и лесопилка, а вокруг образовалось густонаселённое заводское поселение, из которого в 1922 году был основан центр общины Харлу. На железнодорожной ветке, ведущей от дороги на Суоярви к заводу Леппякоски, временное движение было открыто в 1921 году, и, очевидно, проект здания разъезда Харлу Ярла Унгерна был выполнен в 1922 году. Первоначально подчинённый Маткаселькя, позднее Янисъярви, разъезд Харлу был расположен примерно в километре к северу от кирхи, от него дорога продолжалась далее на восток к бумажному заводу. Спустя два года была завершена дорога от Харлу на юг, к заводам Ляскеля, и дорога бумажного завода стала тупиковой веткой. Поэтому станция Харлу имела важное значение. В 1922 году отсюда было отправлено 36 017 250 кг грузов, из которых 35 480 748 кг целыми вагонами. Прибыло 13 910 906 кг грузов, из которых 11 458 077 кг целыми вагонами. Начислено к оплате 2 504 204,95 марки. Это учитывая, что в 1922 году перевозки производились лишь 10 месяцев. Если бы они производились на протяжении всего года, сборы станции Харлу составили бы 3 500 000 марок.
Ветка была продлена на юг на 8 км, и с 5 декабря 1924 года по ширококолейной дороге между станцией Харлу и заводом Ляскеля началось временное движение в виде перевозки грузов целыми вагонами. От завода Ляскеля шла узкоколейная ветка до Ладожского озера. Таким образом, новая линия стала предшественницей железной дороги Янисъярви — Лодейное Поле.
Во время Зимней войны полустанок Харлу был понижен в статусе до разъезда, а по её итогам отошёл СССР вместе с переданными территориями, по условиям Московского договора.
Но территория вновь переходила к Финляндии с 1941 по 1944 годы. Лётчик 773-го истребительного авиационного полка Виктор Калмансон 21 июля 1941 года обнаружил и сфотографировал замаскированный финский бронепоезд на тупиковой ветке возле завода в Харлу. 22 июля 1944 года лётчики 773 ИАП, вместе со штурмовиками атаковали эшелон на станции и уничтожили паровоз. Поезда возле станции Харлу подвергались атакам советской авиации и в августе 1941 года, что зафиксировано финскими военными фотографами.
После завершения 19 сентября 1944 года Советско-финской войны 1941—1944 годов, согласно заключённому Московскому перемирию было восстановлено действие Московского договора 1940 года: к СССР отошла прежняя территория Выборгской губернии, определённая Московским договором в 1940 году.
На схемах железных дорог СССР в изданиях 1943 и 1945 годов отмечался остановочный пункт Ояла (Оппола) (фин. Ojala, Oppola), который в издании 1952 года уже отсутствует. Он располагался в 1 км от станции Харлу, на современном 10,2 км перегона Янисъярви — Ляскеля линии Янисъярви — Лодейное Поле.
Выполняемые на станции в 1980-е годы коммерческие операции в грузовом и пассажирском движении: приём и выдача грузов повагонными отправками складского хранения; отправками открытого хранения с местах общего пользования; отправками складского хранения, приём и выдача грузов на подъездных путях.
Железнодорожная линия Янисъярви — Лодейное Поле, куда входила и станция Харлу, стала одной из последних паровых дорог России: четыре паровоза серии Эр, базировавшиеся в Питкярантском депо, ушли с неё только в 1986 году.
| - Вокзал Харлу, 1920-е годы - Чертёж вокзала Харлу, архитектор Унгерн Я. В., 29 мая 1922 года - Вокзал Харлу, 1930-е годы - Железнодорожная станция (вокзал) Харлу, 2017 год <maplink lang='ru' latitude='61.8166917' longitude='30.932417' text='61°49′00″&nbsp;с.&nbsp;ш. 30°55′56″&nbsp;в.&nbsp;д.' title='Харлу (платформа)' zoom='14'>[ { - Файл:"type": "Feature", - Файл:"type": "Point", - Файл:30.932417, - Файл:"title": "Харлу (платформа)", - Файл:"marker-symbol": "star", - Файл:"marker-color": " - Файл:"type": "ExternalData", - Файл:"service": "geoline", - Файл:"ids": "Q81836162", - Файл:"stroke": " - Файл:"type": "ExternalData", - Файл:"service": "geoshape", - Файл:"ids": "Q81836162", - Файл:"fill": " - Файл:"fill-opacity": 0.1, - Файл:"stroke": " |

В 2011 году начались временные перебои в пассажирском сообщении: с 2 сентября 2011 года прекращено пассажирское железнодорожное движение на линии на Янисъярви — Питкяранта — Салми — Олонец — Лодейное Поле. 24 августа 2014 был полностью отменён пригородный поезд N 6083/6084 «Питкяранта — Лодейное Поле — Питкяранта». Учитывая отмену пассажирского движения, по договору дарения от 26 марта 2015 ОАО «РЖД» передало в муниципальную собственность Харлуского сельского поселения «пассажирское здание» по адресу: ст. Харлу, 9 км ПК 1+65. В мае 2015 года у здания поменяли назначение: из нежилого перевели в жилое помещение для использования в качестве четырёхквартирного жилого дома, выделив квартиры общей площадью 55,9; 74,6; 62,1; 64,9 м². Дому присвоен адрес: Харлу, Станционная улица, д. 2.
21 сентября 2019 года жители города Питкяранта устроили на железнодорожном вокзале флешмоб в защиту восстановления железнодорожного сообщения с Санкт-Петербургом: оделись в ретростиле и ожидали поезда, собирая подписи за восстановление железнодорожного сообщения. В ответе министра по дорожному хозяйству, транспорту и связи Республики Карелия сообщалось, что структуры РЖД могут пустить поезд до Петербурга при наличии парка вагонов и, что особо подчёркивалось, при заключении правительством Карелии договора на компенсацию убытков ФПК при перевозках.

## Современное состояние
Аутентичный гранитный бордюр демонтирован в середине мая 2021 года. Бывший финский вокзал, ставший жилым домом по адресу Харлу, ул. Станционная, д. 2, планируется передать из собственности Харлуского сельского поселения в собственность Питкярантского муниципального района, однако по состоянию на 1 ноября 2021 он ещё не передан.
Пассажирское движение на ветке было возобновлено в 2021 году. На время новогодних праздничных дней компания «ОЖД» запустила рельсовые автобусы РА-3 «Орлан» по маршруту Лодейное Поле — Сортавала через станцию Питкяранта:
Это тот случай, когда интересы в развитии туризма и интересы местных жителей однозначно совпадают <…>. Потому что благодаря туристическому потоку мы создаем очень важные маршруты для жителей республики. <…> Два новых электропоезда типа «Орлан» уже закуплены, ожидается покупка ещё трёх. Это позволит соединить железнодорожным сообщением Петрозаводск и Сортавалу, Лодейное Поле, Питкяранту. Все эти поезда будут стыковаться.Парфенчиков, Артур Олегович.
Учитывая, что вокзал перестал принадлежать ОАО «РЖД», была организована и построена новая платформа сразу после арочного моста через р. Лёютёоя и железнодорожного переезда на ул. Заводская. С 5 июня 2021 года ОАО «РЖД» запустило новый пригородный маршрут по Ладожскому побережью: Лодейное Поле — Питкяранта — Сортавала при поддержке правительства Республики Карелия: одна пара поездов в ежедневном графике и дополнительная пара поездов по выходным дням, и движение по маршруту сохранено в полном объёме до конца 2021 года. Министр по дорожному хозяйству, транспорту и связи Республики Карелия Сергей Щебекин подтвердил, что маршрут будет действовать с тем же расписанием и в 2022 году.
| - Бывшая станция Харлу, 5 сентября 2021 года - Финский путепровод через железную дорогу, 2021 год - «Орлан» на мосту через Лёютёоя в Харлу, 2021 год - Новая платформа Харлу, 2 июля 2021 года |